# Station Waddinxveen
Station Waddinxveen is een spoorwegstation aan de spoorlijn Gouda - Alphen aan den Rijn in Waddinxveen.

## Geschiedenis
Station Waddinxveen is geopend op 7 oktober 1934. Het station was voorzien van een eilandperron om treinen te kunnen laten kruisen op het verder enkelsporige traject. Ook werd een statig stationsgebouw opgeleverd, alsmede een klein emplacement. Het station met bijbehorend stationsgebouw is ontworpen door de Nederlandse architect H.G.J. Schelling.
In 2002 werd begonnen met een proef met sneltrams in het kader van de RijnGouwelijn. Ten behoeve hiervan werden tijdelijk twee extra, lage perrons aangelegd langs de buitensporen. Het oorspronkelijke stationsgebouw, waarvoor geen invulling meer was, werd in 2004 gesloopt. Na het schrappen van de RijnGouwelijn in 2012 werden de lage perrons weer verwijderd.
Sinds 11 december 2016 rijden er treinen van R-net op dit traject. De directe verbinding van Gouda naar Leiden kwam hiermee te vervallen.
In 2017 en 2018 zijn flinke verbeteringen doorgevoerd op het traject Alphen aan den Rijn – Gouda om reizigers meer comfort en reisgemak te bieden. Er zijn nieuwe treinen gaan rijden en de frequentie is verhoogd van twee naar vier treinen per uur per richting.
In de zomer van 2019 werd station Waddinxveen en omgeving opnieuw ingericht. Het doel daarvan was de stationsomgeving meer kwaliteit en veiligheid te bieden voor treinreizigers. Het station kreeg nieuw perronmeubilair, nieuwe verlichting en omroep en een R-net uitstraling. ProRail heeft de hoogte van de perrons aangepast aan het gebruikte type treinstel NS R-net FLIRT waardoor een gelijkvloerse instap mogelijk werd. Het station is hierdoor voor iedereen toegankelijk, ook voor mensen met een functiebeperking. Verder is de capaciteit van de fietsenstalling uitgebreid naar ruim 600 plaatsten. De herinrichting werd in oktober 2019 afgerond.

## Ligging
Het station ligt in het centrum van Waddinxveen, op zo'n 300 meter afstand van het winkelcentrum Gouweplein. Een spoorwegovergang biedt vanaf het stationsplein toegang tot het perron. Bij het station staat een bushalte voor de lijnen 175 en 382 van Qbuzz.
Opvallend is dat de treinen op het station links rijden; de treinen naar Gouda vertrekken planmatig vanaf spoor 1, de treinen naar Alphen aan den Rijn planmatig vanaf spoor 2.

## Dienstregeling
Het station wordt in de dienstregeling 2025 door de volgende treinseries bediend:
| Serie | Treinsoort    | Route                                 | Bijzonderheden |
| ----- | ------------- | ------------------------------------- | --- |
| 8600  | Sprinter (NS) | Alphen a/d Rijn – Waddinxveen – Gouda | Rijdt onder de formule van R-net. Vormt een kwartierdienst met de serie 8700 (Behalve 's avonds en in het weekend).   |
| 8700  | Sprinter (NS) | Alphen a/d Rijn – Waddinxveen – Gouda | Rijdt onder de formule van R-net. Rijdt niet 's avonds en in het weekend. Vormt een kwartierdienst met de serie 8600. |

## Fotogalerij

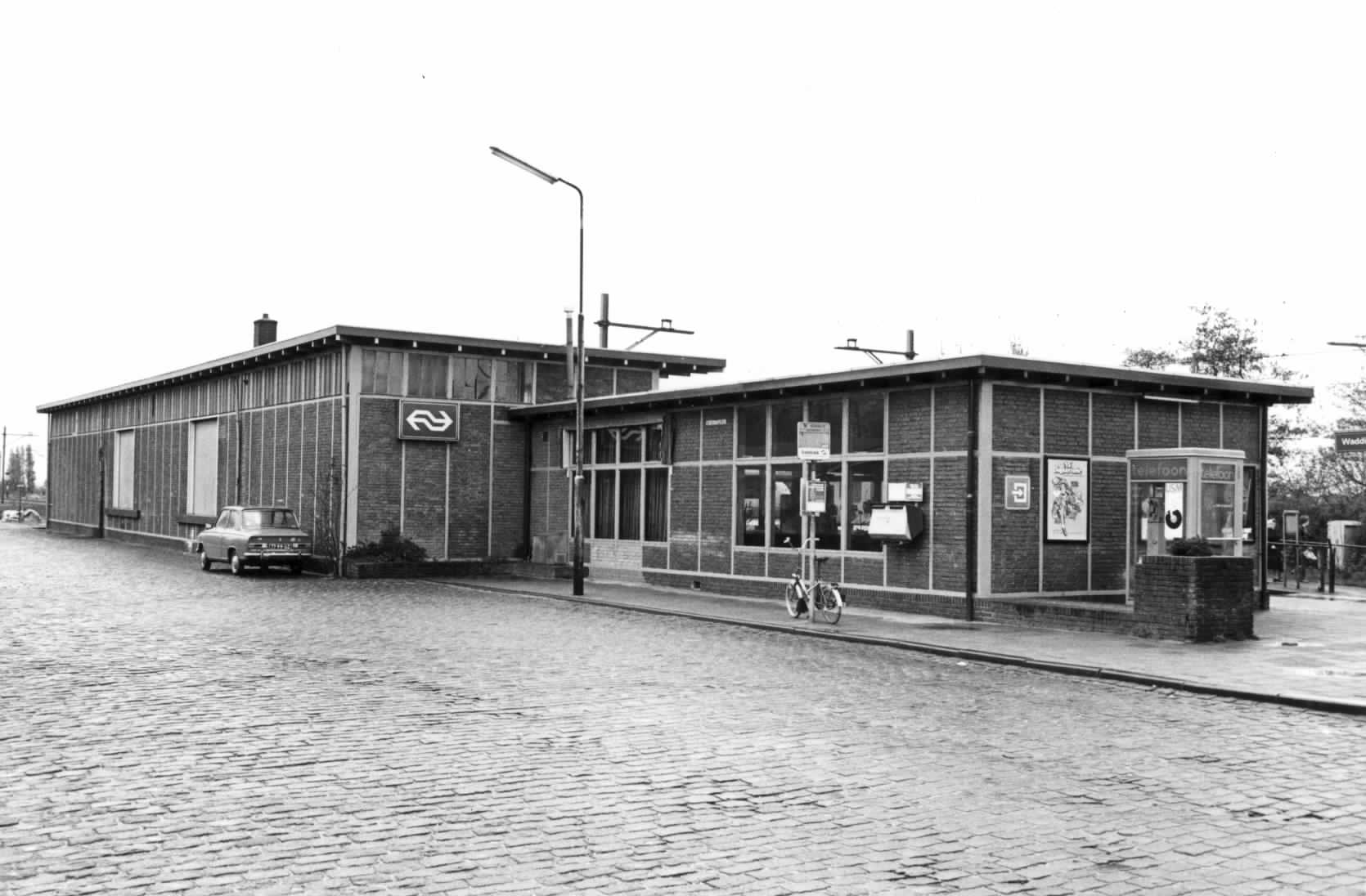
Voormalig stationsgebouw
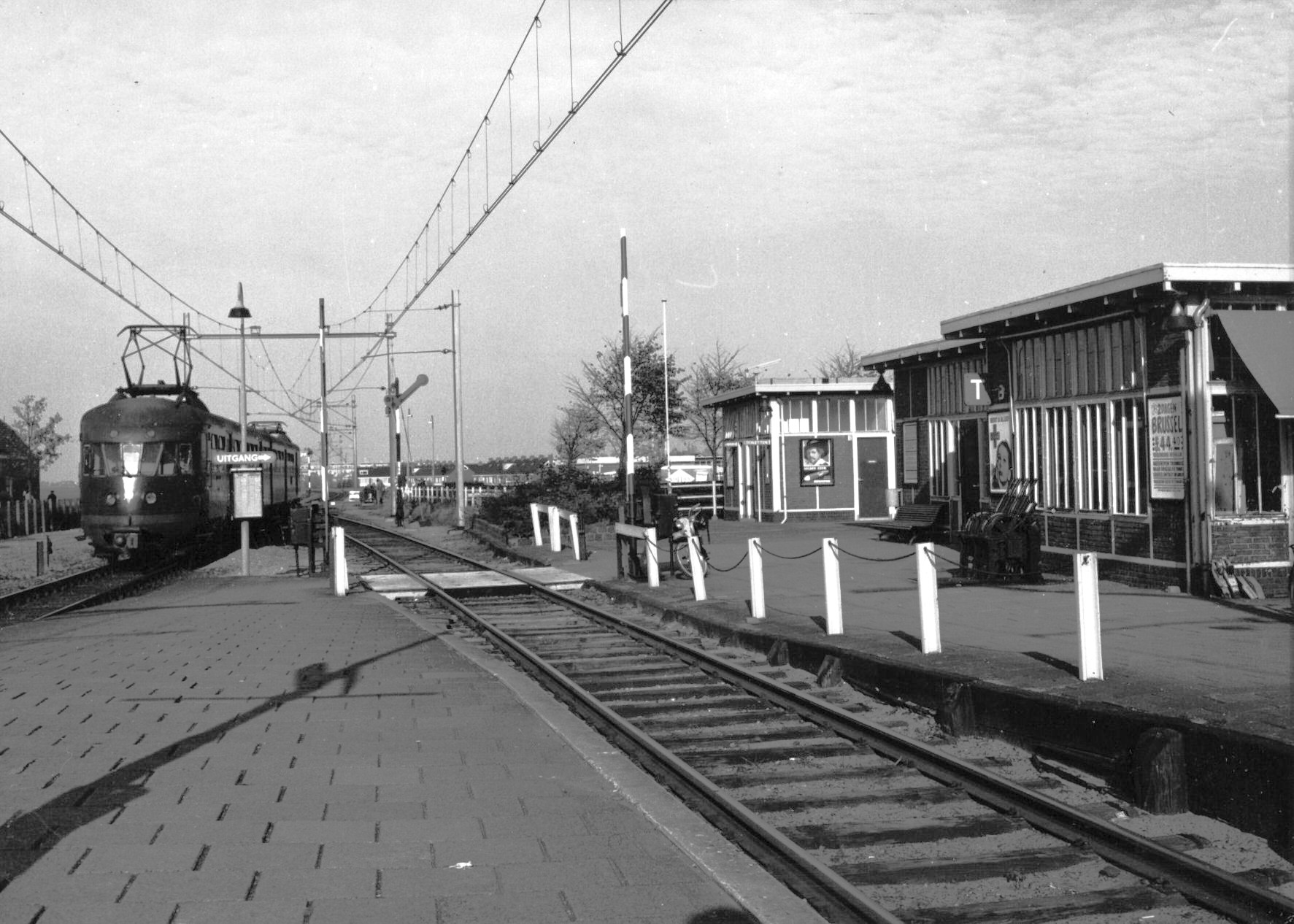
Aankomst trein (1966)
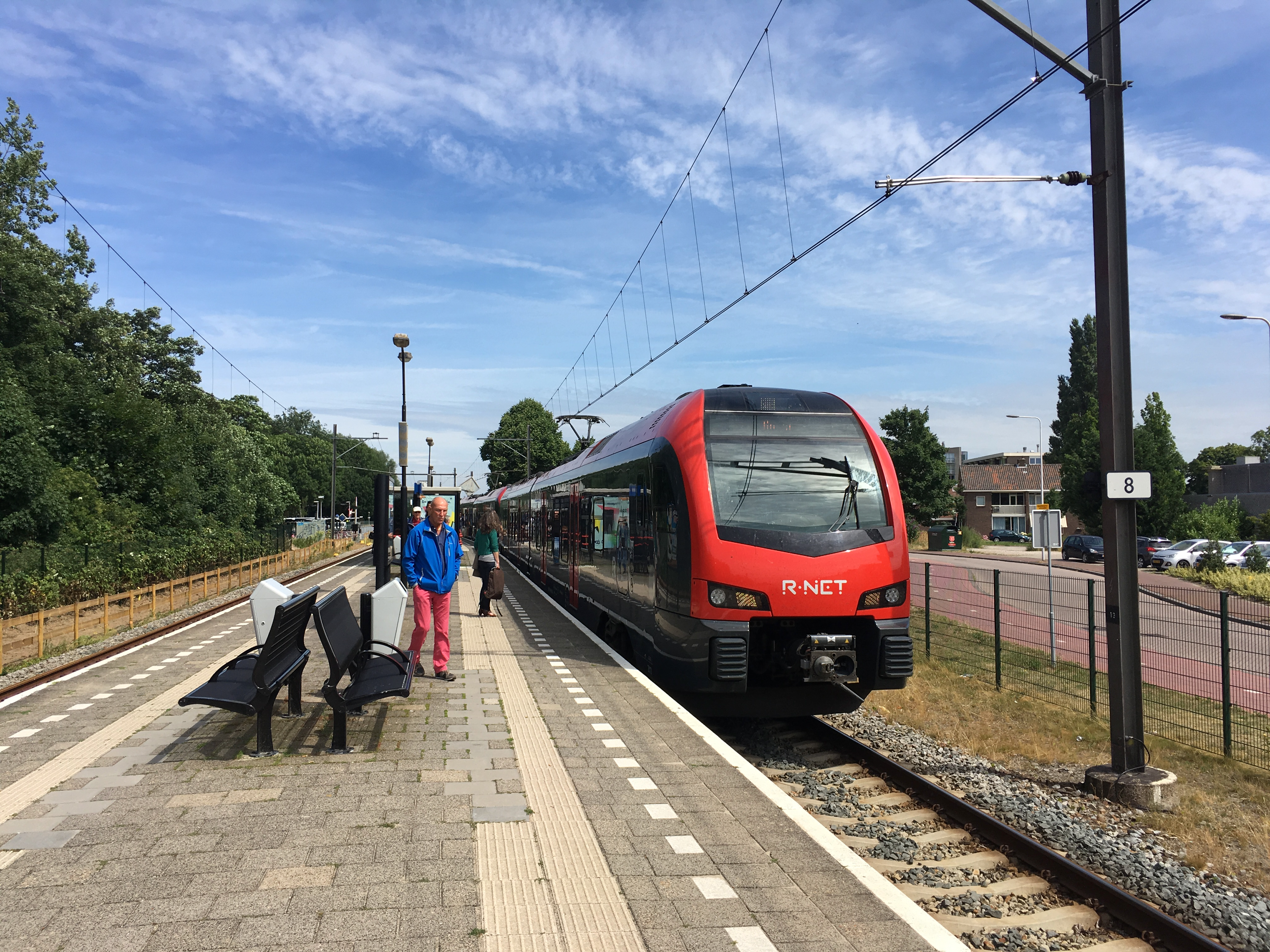
Perron (2017)
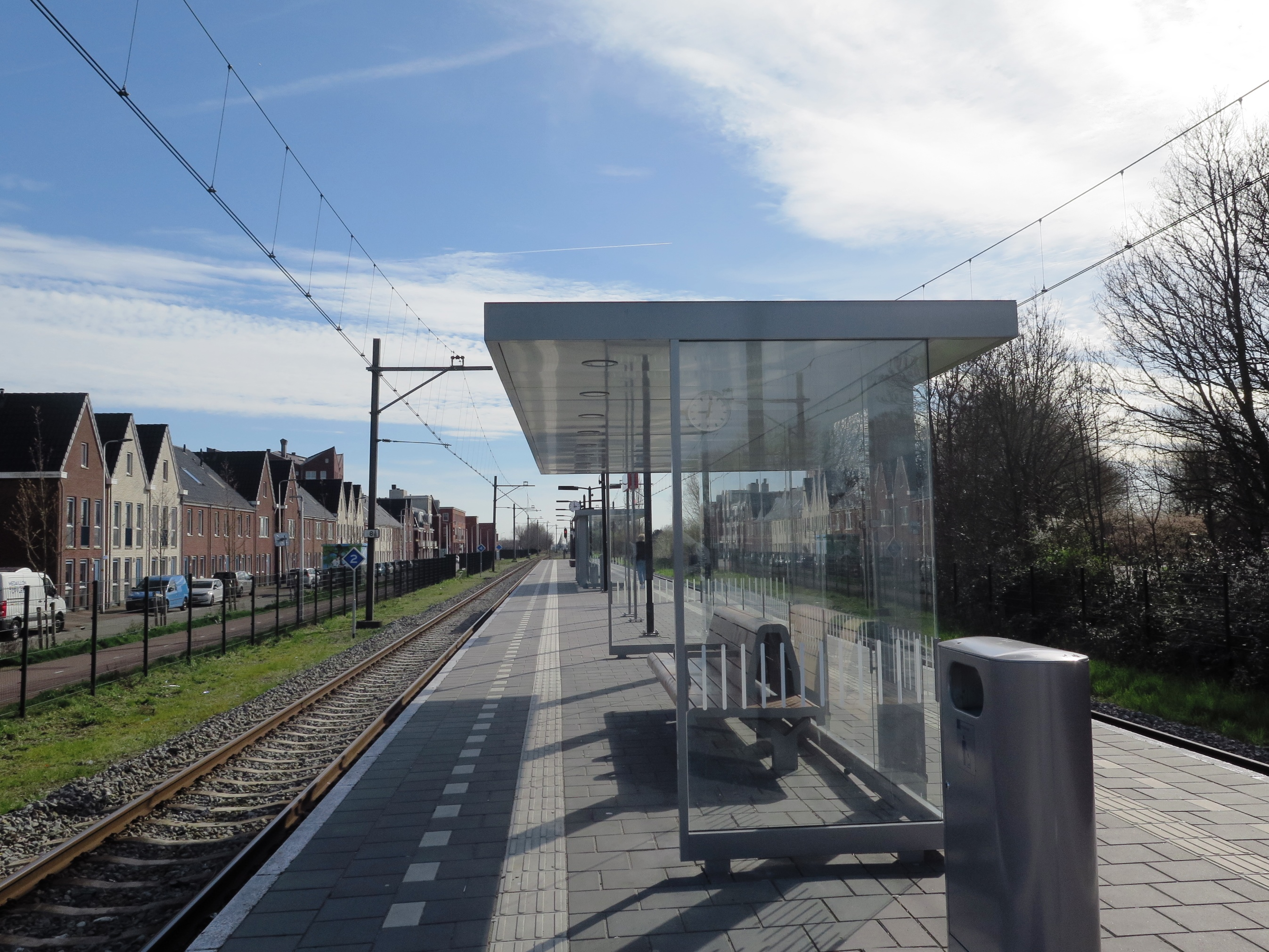
Perron na renovatie 2019
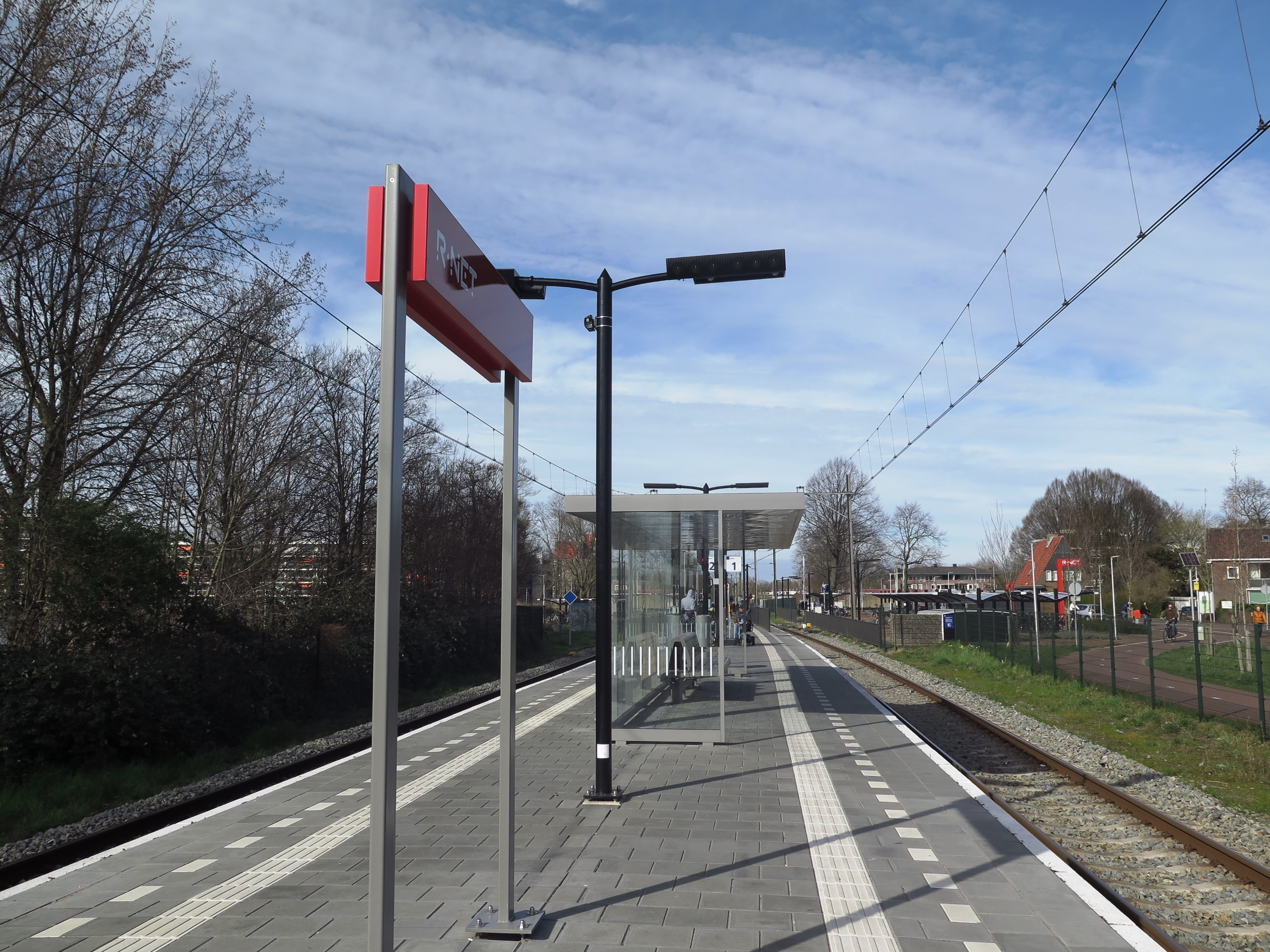
Idem
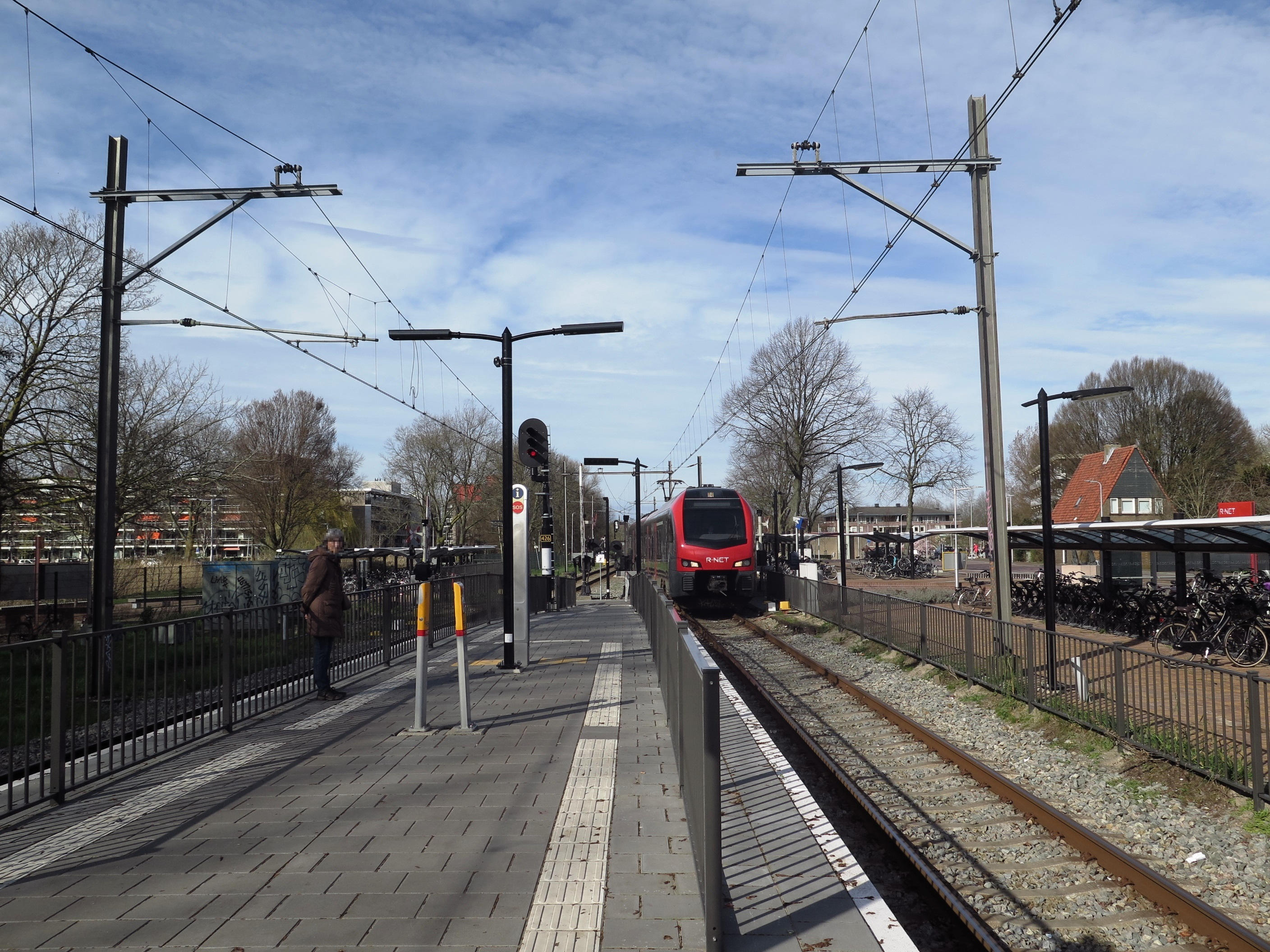
Aankomst trein richting Gouda
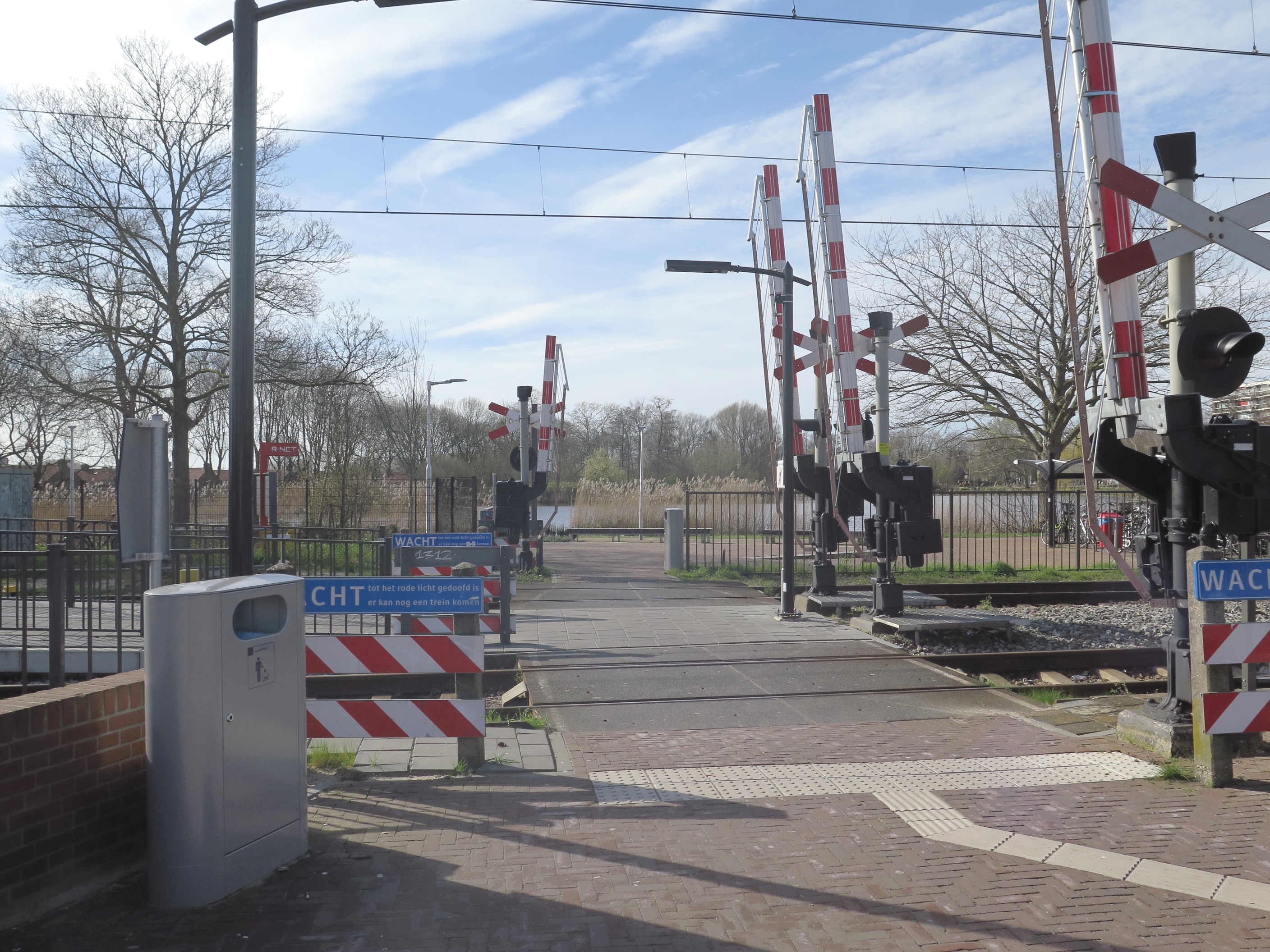
Voetgangersoverweg
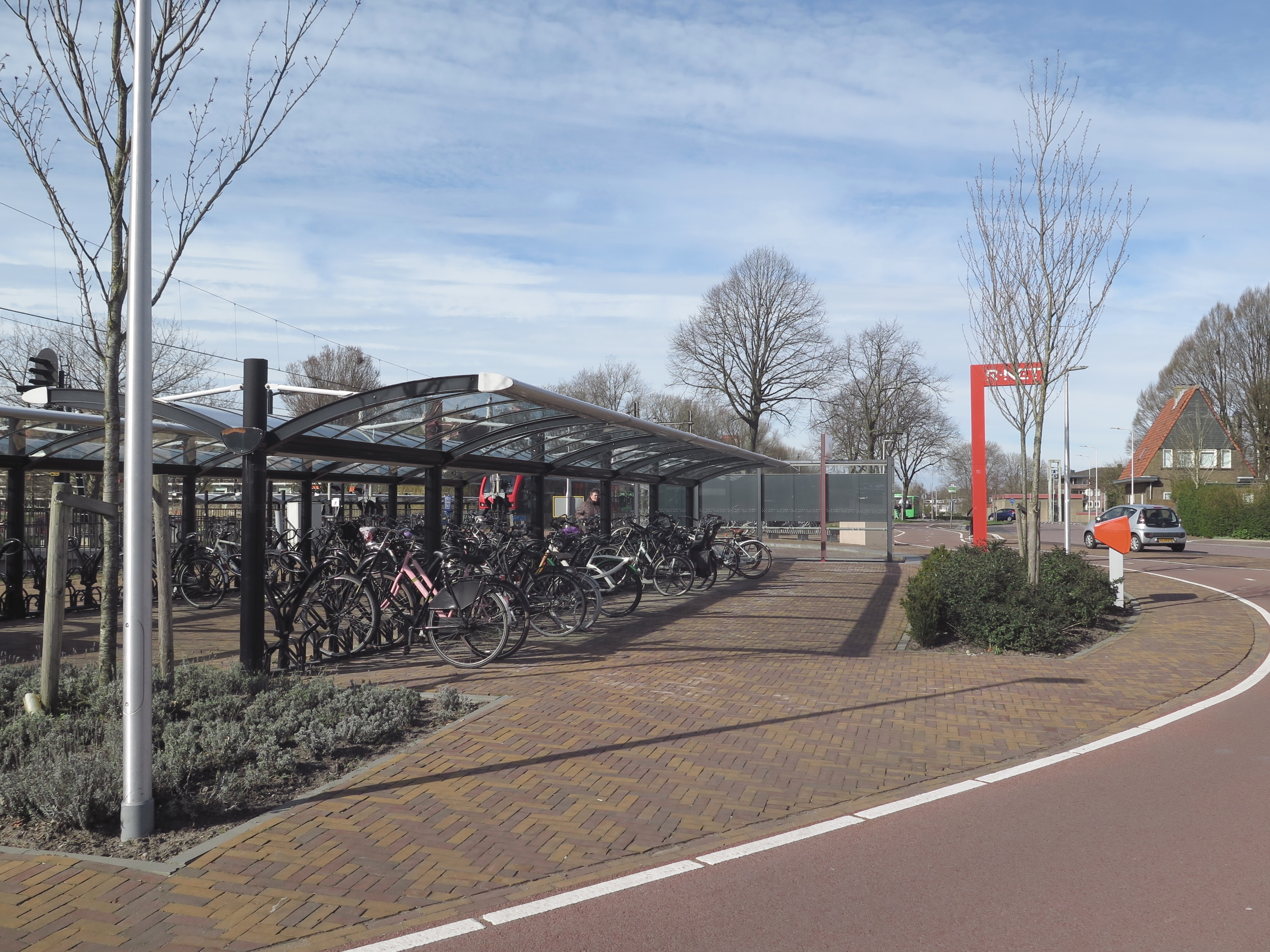
Voorplein met R-net uitstraling

## Ontwikkeling aantal reizigers
Het aantal door NS vervoerde reizigers (per gemiddelde werkdag) ontwikkelde zich sedert 2019 als volgt:
| Jaar | Aantal reizigers |
| ---- | ---------------- |
| 2019 | 1.915            |
| 2020 | 952              |
| 2021 | 1.027            |
| 2022 | 1.360            |
| 2023 | 1.596            |
| 2024 | 1.659            |

0,0: Gouda ·
6,4: Waddinxveen Triangel ·
8,0: Waddinxveen ·
9,2: Waddinxveen Noord ·
10,6: Boskoop Snijdelwijk ·
11,6: Boskoop ·
17,5: Alphen a/d Rijn
Alphen a/d Rijn ·
Arkel · 
Barendrecht · 
Bodegraven · 
Boskoop · 
-Snijdelwijk · 
Boven Hardinxveld · 
Capelle Schollevaar · 
De Vink · 
Delft · 
-Campus · 
Den Haag:
-Centraal · 
-HS ·
-Laan van NOI · 
-Mariahoeve · 
-Moerwijk · 
-Ypenburg · 
Dordrecht · 
-Stadspolders ·
-Zuid ·
Gorinchem · 
Gouda · 
-Goverwelle · 
Hardinxveld:
-Blauwe Zoom · 
-Giessendam · 
Hillegom · 
Lansingerland-Zoetermeer · 
Leiden:
-Centraal · 
-Lammenschans · 
Nieuwerkerk a/d IJssel · 
Rijswijk · 
Rotterdam:
-Alexander · 
-Blaak · 
-Centraal · 
-Lombardijen · 
-Noord · 
-Stadion · 
-Zuid · 
Sassenheim · 
Schiedam Centrum · 
Sliedrecht · 
-Baanhoek · 
Voorburg · 
Voorhout · 
Voorschoten ·
Waddinxveen · 
-Noord ·
-Triangel ·
Zoetermeer · 
-Oost · 
Zwijndrecht
Geplande stations:
Gorinchem Noord · Hazerswoude-Koudekerk · Schiedam Kethel
Voormalige stations: zie de lijst van voormalige spoorwegstations in Zuid-Holland